# Eskifjörður

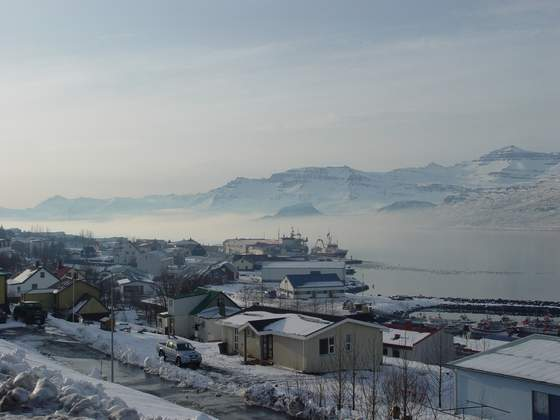
Blick auf Ort und Fjord Eskifjörður im Winter

Eskifjörður [ˈɛscɪˌfjœrðʏr] ist ein Fischerort am Westufer des gleichnamigen Fjordes, einem Teil des Reyðarfjörður. Der Ort gehört zur Gemeinde Fjarðabyggð und ist 702 Straßenkilometer von Reykjavík entfernt.

## Geschichte
Schon seit frühester Zeit befand sich hier ein Gutshof, auf dem u. a. dänische Verwaltungsbeamte wohnten.
Ab 1787 wurde der Ort als Handelsplatz bekannt und ab 1798 waren hier vor allem dänische Händler ansässig, wobei das dänische Unternehmen Ørum & Wulff dort das erste Handelshaus errichtete. 1801 zählte man in  Eskifjörður 21 Einwohner.
Der Abgeordnete Jón Ólafsson (1850–1916) betrieb vor Ort zeitweilig eine Druckerei und gab eine Zeitung heraus.
Aber erst ab 1870 bemerkt man einen Zuzug von Einwohnern, als zunächst unter der Ägide von Norwegern der Heringsfang in Schwung kam. Ab 1905 begann die Fischerei von Motorschiffen aus und die Einwohnerzahl lag schließlich um 1910 bei 425. Im Jahr 1911 wurde das erste Elektrizitätswerk errichtet.
Im Januar 1942 hielt eine britische Heeresabteilung in den Bergen oberhalb des Ortes Wintermanöver ab und geriet dabei in einen Schneesturm. Die meisten Soldaten konnten von Einheimischen gerettet werden, neun Mann starben jedoch.

## Stadtentwicklung
1910 lag die Einwohnerzahl bei 425, 1920 bei 619, 1930 bei 758, 1940 bei 671, 1950 bei 673, 1960 bei 741, 1970 bei 936 und 1980 bei 1084. 
Der Ort erwarb 1978 das Stadtrecht, gehört aber inzwischen zur Gemeinde Fjarðabyggð. Am 1. Januar 2023 hatte Eskifjörður 1085 Einwohner.

## Wirtschaft und Dienstleistungen
Neben Fischerei- und Fischverarbeitungsunternehmen befinden sich vor Ort die Gemeindeverwaltung (seit 1853, zunächst für den Bezirk Suður-Múlasýsla), ein Gesundheitszentrum, eine Gesamtschule mit Schwimmbad und Sporthalle. Die Schule ging aus der 1875 gegründeten Kvennaskóli hervor, der zweiten im Lande gegründeten Frauen- und Hauswirtschaftsschule. Eskifjörður verfügt auch über Kindergarten, Schwimmhalle, Bibliothek, Tankstelle, Reparaturwerkstatt, verschiedene Geschäfte, Hotel, Restaurants, Golf- und Campingplatz.

## Bauwerke
In einem Handelshaus vom Ende des 18. Jahrhunderts, Gamlabúð, befindet sich heute das Fischereimuseum Ostislands. Das Gebäude steht seit 1924 unter Denkmalschutz und beherbergt das Museum seit 1983.
Das Jensenshús ist ein 1837 erbautes Wohnhaus aus Holz von 7,64 m Länge und 4,20 m Breite. Das Randulffssjóhús, wurde 1882 aus zurecht gesägtem, aus Norwegen importiertem Holz in Hrúteyri am Reyðarfjörður erbaut, später abgebaut und 1890 am heutigen Standort wiederaufgebaut.
Die erste Freikirche Islands wurde 1884 in Eskifjörður erbaut, die erste evangelisch-lutherische Kirche im Jahre 1900. Der Gemeindepfarrer zog 1930 nach Eskifjörður. Die neue Kirche wurde im Jahre 2000 geweiht. Sie bietet 300 Menschen Platz.

## Infrastruktur
Für die medizinische Grundversorgung gibt es im Ort eine Apotheke und ein Gesundheitszentrum (Heilsugæslustöð).

## Söhne und Töchter des Ortes
- Einar Bragi (1921–2005), Verleger, Übersetzer, Dichter aus der Gruppe der Atomdichter

## Galerie

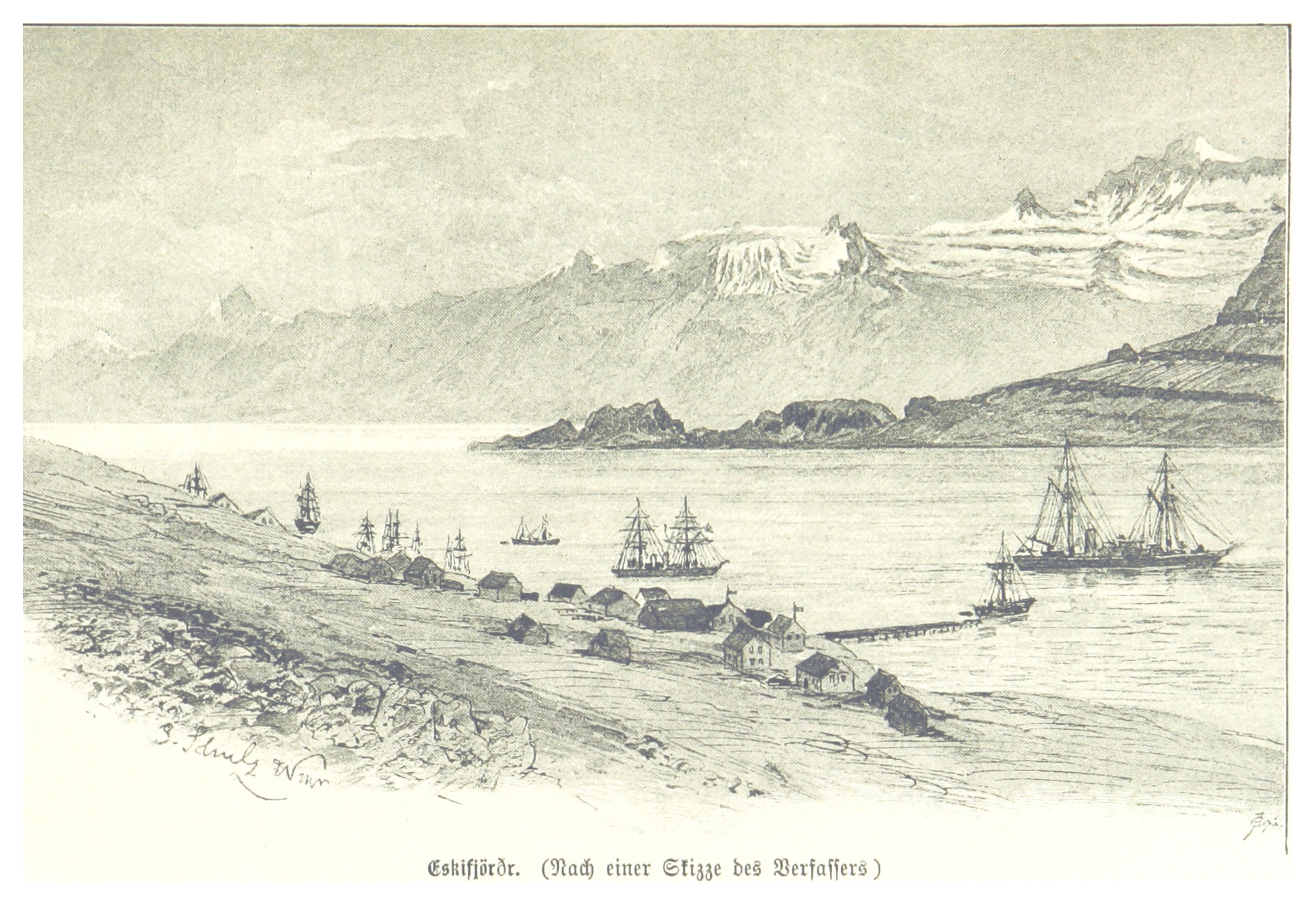
Eskifjörður um 1885
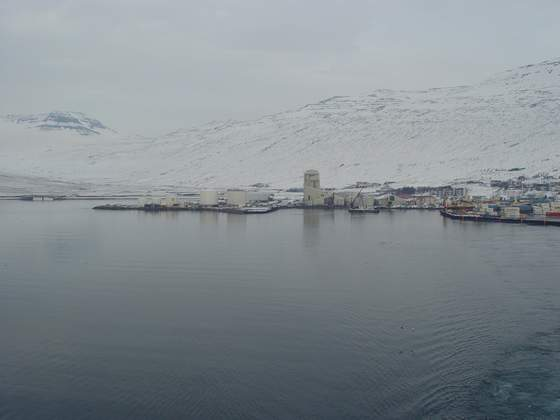
Hafen von Eskifjörður
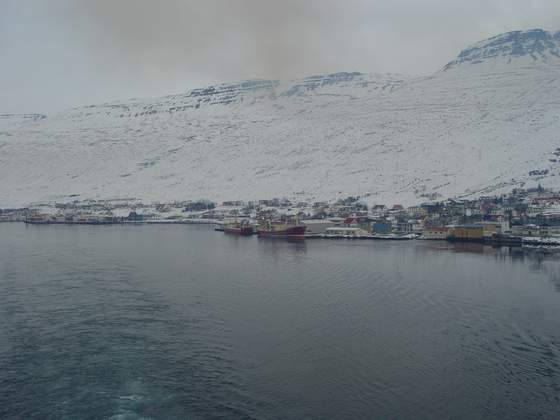
Hafen und Ort